# La parata dei secondi
La parata dei secondi è un album del gruppo musicale svizzero The Vad Vuc pubblicato nel 2009 sotto l'etichetta Sciopero Records.

## Tracce
1. E sparissan par sempru – 2:45
2. Scordata fra le righe – 3:01
3. Il muro – 3:54
4. Caro dottore – 5:16
5. La costellazione di boote – 4:27
6. Matto – 3:15
7. 8 secondi – 0:07
8. Tyndall Effect – 3:32
9. Petali e foglie – 4:29
10. Finisterre – 3:57
11. La grazia in un fiore – 3:49
12. Bellis perennis – 4:52
13. Un aviatore irlandese prevede la sua morte – 3:11
14. Quasi véll da barch – 1:41